# صومعه درازارک
صومعه درازارک (انگلیسی: Drazark monastery) یک مجموعه صومعه حواری ارمنی تخریب شده واقع در استان آدانا ترکیه امروزی می‌باشد که در ۲۴ کیلومتری شمال شهر سیس پایتخت تاریخی پادشاهی ارمنی کیلیکیه واقع شده است.